# Solimana
Der Solimana ist ein 6093 m hoher Schichtvulkan im Südwesten von Peru. Der vergletscherte Berg ist Teil der Vulkankette Cordillera Ampato. Der letzte Ausbruch fand im Pleistozän statt.

## Lage
Der Solimana befindet sich an der Grenze der Provinzen Condesuyos und La Unión in der Region Arequipa. Der Vulkan liegt 180 km nordwestlich der Stadt Arequipa sowie 110 km von der Pazifikküste entfernt. 30 km ostsüdöstlich erhebt sich der benachbarte Vulkan Coropuna, 33 km nordöstlich der Vulkan Firura. Die Nordflanke wird vom Río Cotahuasi, die Südflanke vom Río Chichas nach Westen zum Río Ocoña entwässert. Am Nordfuß des Vulkans, 22 km nördlich des Gipfels, befindet sich die Kleinstadt Cotahuasi.
Der Vulkan besitzt eine Caldera, die nach Süden über den Río Chichas entwässert wird. Der Kraterrand verläuft entlang dem nördlichen Rand der Caldera. Im Nordosten befindet sich der Gipfel des Vulkans. An der Nordflanke des Kraterrands befindet sich ein etwa 4 km² großes Gletscherfeld.

## Geologie
Der Solimana entstand wie die benachbarten Vulkane aufgrund der Subduktion der Nazca-Platte unter die Südamerikanische Platte. Gemeinsam mit den Vulkanen Sarasara und Coropuna bildet der Solimana die sogenannte Central Volcanic Zone, einen vulkanischen Bogen am Westrand der Altiplano-Hochfläche. Von den drei Vulkanen gilt der Solimana als der älteste. Das Auswurfgestein besteht aus Andesit und Dazit.

## Eruptionsgeschichte
Der Solimana war während dem Miozän und dem Pliozän vor zwischen 4 und 1,5 Millionen Jahren aktiv. Die letzte Eruption fand vor 500.000–300.000 Jahren statt, heute gilt er als erloschen.

## Bergsteigen in den 1950er- und 1970er-Jahren
Die Erstbesteigung des Solimana-Gipfels (6093 m) wurde erst am 1. August 1970 von Mario Bignami (CAI), Italien, und Julian Blanco Herrera, Peru, durchgeführt.
Die frühere Expedition von 1952 mit Mathias Rebitsch, Piero Ghiglione, Anders Bolinder und Alberto Parodi erreichte den Nordgipfel, einige Meter unter dem Hauptgipfel.

## Belege
1. ↑  Siehe A. Parodis Bericht (AAJ 1971), sowie Band II von Mario Fantin “Alpinismo Italiano nel Mondo”, auf Seite 633 und 699.